# 和歌山県道201号南部停車場線
和歌山県道201号南部停車場線（わかやまけんどう201ごう みなべていしゃじょうせん）は、和歌山県日高郡みなべ町を通る一般県道である。

## 概要
南部停車場から日高郡みなべ町芝に至る。

### 路線データ
- 起点：和歌山県日高郡みなべ町芝（JR西日本紀勢本線 南部駅前）
- 終点：和歌山県日高郡みなべ町芝（南部小学校交差点、国道42号交点）
- 実延長：333 m

## 歴史
本路線は、道路法（昭和27年法律第180号）第7条の規定に基づき、一般県道として1959年（昭和34年）に和歌山県が第1次認定した路線のひとつである。

### 年表
- 1959年（昭和34年）5月14日 - 和歌山県が一般県道として南部停車場線を認定[1]。

## 地理

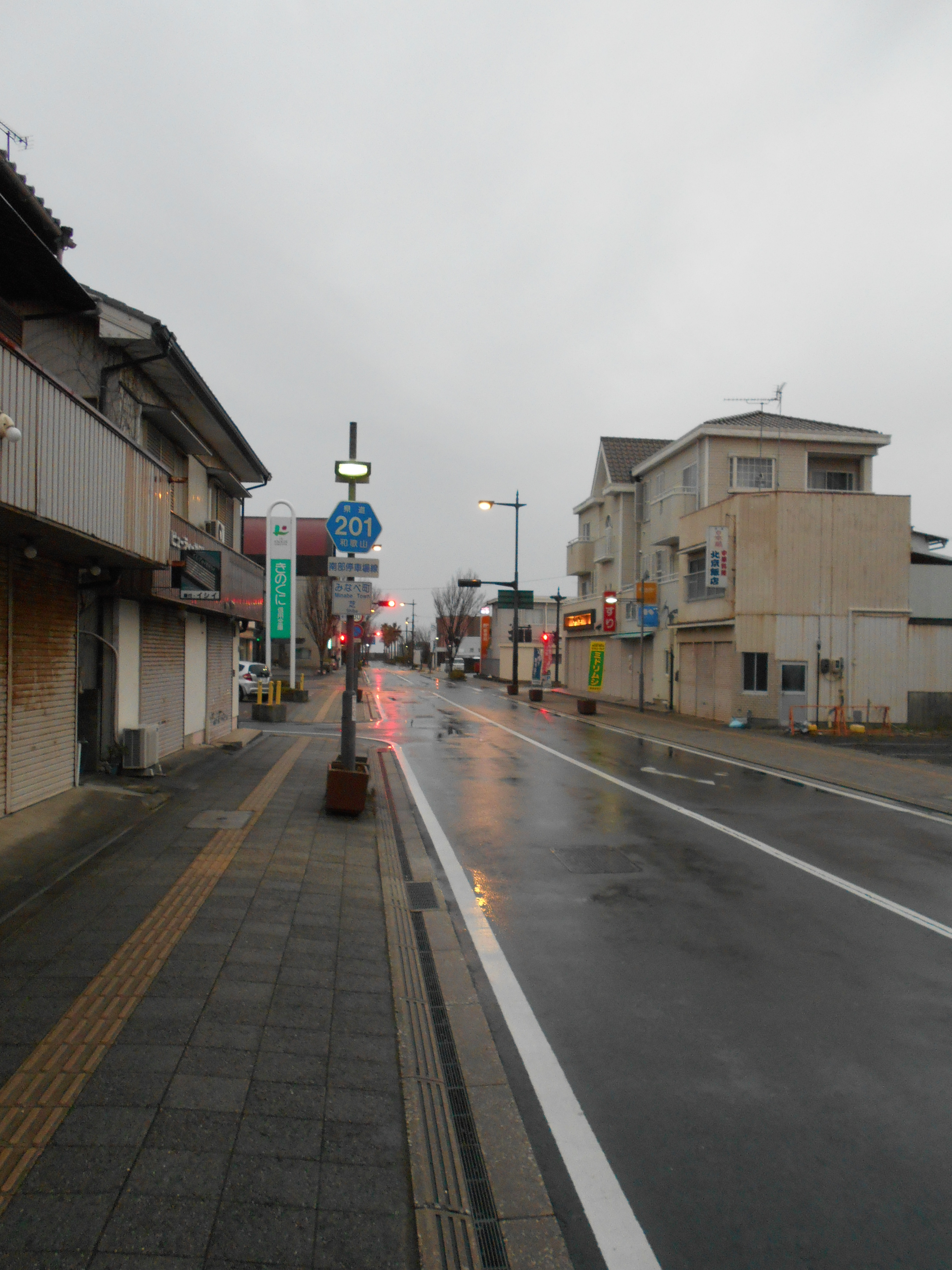
みなべ町芝

### 通過する自治体
- 和歌山県
  - 日高郡みなべ町

### 交差する道路
| 交差する道路            | 交差する場所 | 交差する場所            |
| ----------------------- | ------------ | ----------------------- |
| 国道42号 国道424号 重複 | 芝           | 南部小学校交差点 / 終点 |

### 沿線
- JR西日本紀勢本線 南部駅
- 南部郵便局
- 和歌山県立南部高等学校
- みなべ町立南部小学校
- みなべ町立南部中学校